# イオン高松東店
イオン高松東店（イオンたかまつひがしてん）は、香川県高松市福岡町三丁目にあるイオンリテールが運営するショッピングセンター。

## 概要
高松市中心市街地の北東部、福岡町三丁目に位置し、イオンリテールが管理・運営する大型商業施設である。店舗は3階建てで店舗面積は35,132m2（直営：16,176m2、テナント・共用部分：18,956m2）。駐車場は店舗1階の一部分と屋上、6階建ての無料立体駐車場、あわせて2025台分を有しているが、来店客の減少により店舗屋上と駐車場棟屋上は2011年9月に閉鎖され、実際に供用されているのは1789台分である。

## 歴史
1995年（平成7年）3月30日、西日本放送がスタジオ→野球場として所有していた土地に、マイカル（当時）が「高松サティ」として開店。その関係もあり、サテライトスタジオが置かれていたが、マイカルの経営破たんによりスタジオは直ちに閉鎖された。
当店の開店以降香川県では大型商業施設の出店が本格化し、10年後には県全体にオーバーストア状態が醸成されているが、2010年代に入ってもなお新たな商業施設の出店は続いている。
2005年（平成17年）6月25日にリニューアルオープンした。
2011年（平成23年）3月1日にはイオンリテールのグループ再編に伴い、「高松サティ」から「イオン高松東店」に変更された。店名に「東」とついたのは、「ジャスコ高松店」が「イオン高松店」に変更された関係上、重複を避けるためである。「ジャスコ」と「サティ」が統一されたことに伴い、従来の食料品に強いジャスコと衣料品に強いサティという強みの融合を目指したことから、当店は「やや年齢の高い層」を中心顧客とし、旧「イオン綾川ショッピングセンター」の「イオンモール綾川」が「若い家族連れ」を中心顧客として新たな形での棲み分けを目指すことになった。
2012年（平成24年）4月27日には前年にイオンが子会社化したマルナカに青果コーナーの運営を委託している。青果コーナーではマルナカの名前を前面に出しているが、食品売場全体がマルナカになったわけではないので、マドンカード（同社のICプリペイドカード、2013年（平成25年）2月をもってサービス終了）やマルナカの商品券は使用できない旨の張り紙がある。また、この関係で当店は7時オープンの対象外となっている。
2013年（平成25年）7月には青果コーナーのリニューアルでマルナカへの委託を解消し、直営に戻している。
イオン坂出店（旧坂出サティ）が2024年（令和6年）2月29日に閉店したため、当店は香川県で最後に残った旧マイカル由来の店舗となった。

## イオンシネマ高松東
イオンシネマ高松東（イオンシネマたかまつひがし）は当店3Fに位置し、イオンエンターテイメントが経営する映画館（シネマコンプレックス）。
1999年に香川県で2番目にできたシネマコンプレックスで、開館当時の劇場名は株式会社ワーナー・マイカルが運営するワーナー・マイカル・シネマズ高松であった。2013年7月にワーナー・マイカルがイオンシネマズと合併し、イオンエンターテイメントに名称変更したのに伴い現劇場名に変更した。7スクリーン有り、一番入場人数が多い1番スクリーンが434席、7スクリーン合計1,466席を有する。2013年よりさぬき映画祭の主会場のひとつとなっている。
設備面では、dts、SRD-EX等の各種音響システムに対応し、6番スクリーンは3D映画に対応している。また、各シアターには車椅子席等のバリアフリー設備もある。
| スクリーン | 定員（座席数） | 車椅子席 | 音響方式  | その他 |
| ---------- | -------------- | -------- | --------- | ------ |
| 1          | 434            | 4        | SRD / DTS |        |
| 2          | 184            | 2        | SRD / DTS |        |
| 3          | 185            | 2        | SRD / DTS |        |
| 4          | 160            | 2        | SRD / DTS |        |
| 5          | 169            | 2        | SRD / DTS |        |
| 6          | 246            | 2        | SRD / DTS | 3D対応 |
| 7          | 88             | 1        | SRD / DTS |        |

## 主なテナント

### 1階
- だがし夢や高松東店
- イオンバイク高松東店
- 名物かまど
- マクドナルド イオン高松東店
- 四国キヨスク イオン高松東店
- フードコート(サヌキテラス)
  - 和ぐるめ高松東店
  - クレミーノ高松東店
  - 大大鮹鮹高松東店
  - 麺々亭高松東店
  - 和食処 和ぐるめ高松東店
  - 洋食屋 ボン ディア高松東店
  - ニコニコパーク

### 2階
- タツミヤ高松店
- アバン
- ハッシュアッシュイオン高松東店
- チュチュアンナイオン高松東店
- 宮脇書店イオン高松東店
- Seria生活良品イオン高松東店
- セイハ英語学院イオン高松東教室
- ボンディアジュニア高松東店
- れすとらん四六時中高松東店
- ハニーズ高松東店
- つるや (靴屋)高松東店
- しぶんまくら高松東店
- ママイクコ高松東店
- イオンモバイル

### 3階
- モーリーファンタジー高松東店
- セイハ英会話高松東教室
- スポーツオーソリティ高松東店
- FIT365高松東店
- イオンシネマ

## 交通
最寄りのインターチェンジは高松自動車道高松中央I.C.である。

### 面している道路
- 瀬戸大橋通り（さぬき浜街道、香川県道157号高松東港線）

### 公共交通機関
- ことでん志度線沖松島駅：徒歩10分